# Tamantit
Tamantit (în arabă تامنطيت) este o comună din provincia Adrar, Algeria.
Populația comunei este de 9.481 de locuitori (2008).